# 懐月堂派
懐月堂派（かいげつどうは）とは、懐月堂安度を起りとする浮世絵師の一派のこと。

## 解説
菱川師宣を起りとする菱川派に替り、江戸で宝永から正徳の頃にかけて一世を風靡した浮世絵の一派で、懐月堂安度が中心となり長陽堂安知、度種、度秀、度辰、度繁という弟子たちを従えて活動し、美人画を多く残している。これらが懐月堂派と称される。ただしこの5人の弟子で「懐月堂」を自ら称した例は確認されていない。また安度はそれら弟子たちとともに工房を構えて美人画を量産したといわれているが、その工房が実際にどういうものだったのかは明らかではない。弟子のなかには墨摺絵や丹絵といった木版画を残した者もいるが、安度の作には肉筆画のみが残る。弟子たちの描いた木版画の版元は、いずれも丸屋や伊賀屋など江戸の版元である。
安度が江島生島事件に巻き込まれ伊豆国大島に流罪となったことで、懐月堂派の工房は一旦は衰退したものと考えられるが、『本朝世事談綺』（菊岡沾涼著、享保19年〈1734年〉刊行）の「浮世絵」の項には奥村政信とともに「懐月堂」の名があげられており、安度が享保7年（1722年）に大島から帰還した後も、懐月堂派が浮世絵において勢力を持っていたことがうかがえる。
安度の直弟子と見なされるのは上で述べた安知、度種、度秀、度辰、度繁の5人だが、他にも描いた人物の師系や経歴は不明ながら、懐月堂派の画風で描かれた美人画が多く残っている。